# Сяргиярви (озеро, Муезерский район)
Сяргиярви — озеро на территории Ребольского сельского поселения Муезерского района Республики Карелия.

## Общие сведения
Площадь озера — 2,2 км², площадь водосборного бассейна — 16,9 км². Располагается на высоте 177,3 метров над уровнем моря.
Форма озера лопастная, продолговатая, вытянуто с северо-запада на юго-восток. Берега озера каменисто-песчаные, местами заболоченные.
Протокой, вытекающий с юго-западной стороны озера, соединяется с озером Тулос.
С севера в озеро втекает ручей, вытекающий из заболоченных безымянных ламбин.
В озере семь безымянных островов, однако их количество может варьироваться в зависимости от уровня воды.
Населённые пункты возле озера отсутствуют. Ближайший — деревня Колвасозеро — расположен в 17,5 км к северо-востоку от озера.
Озеро расположено в 8,5 км от Российско-финляндской границы.
Код объекта в государственном водном реестре — 01050000111102000010984.